# A Pena (Villamarín)
A Pena es una aldea situada en la parroquia de Reádegos, del municipio español de Villamarín, en la provincia de Orense, Galicia.

## Historia
A Pena debe su nombre a una gran piedra, peña, situada en el monte de Reádegos.[cita requerida]
En esta aldea se encontraba la casa consistorial de Villamarín, junto a la carretera N-540.

## Demografía
| Gráfica de evolución demográfica de A Pena entre 2000 y 2023 |
|                                                              |
| Datos según el nomenclátor publicado por el INE.             |